# 吳振棫

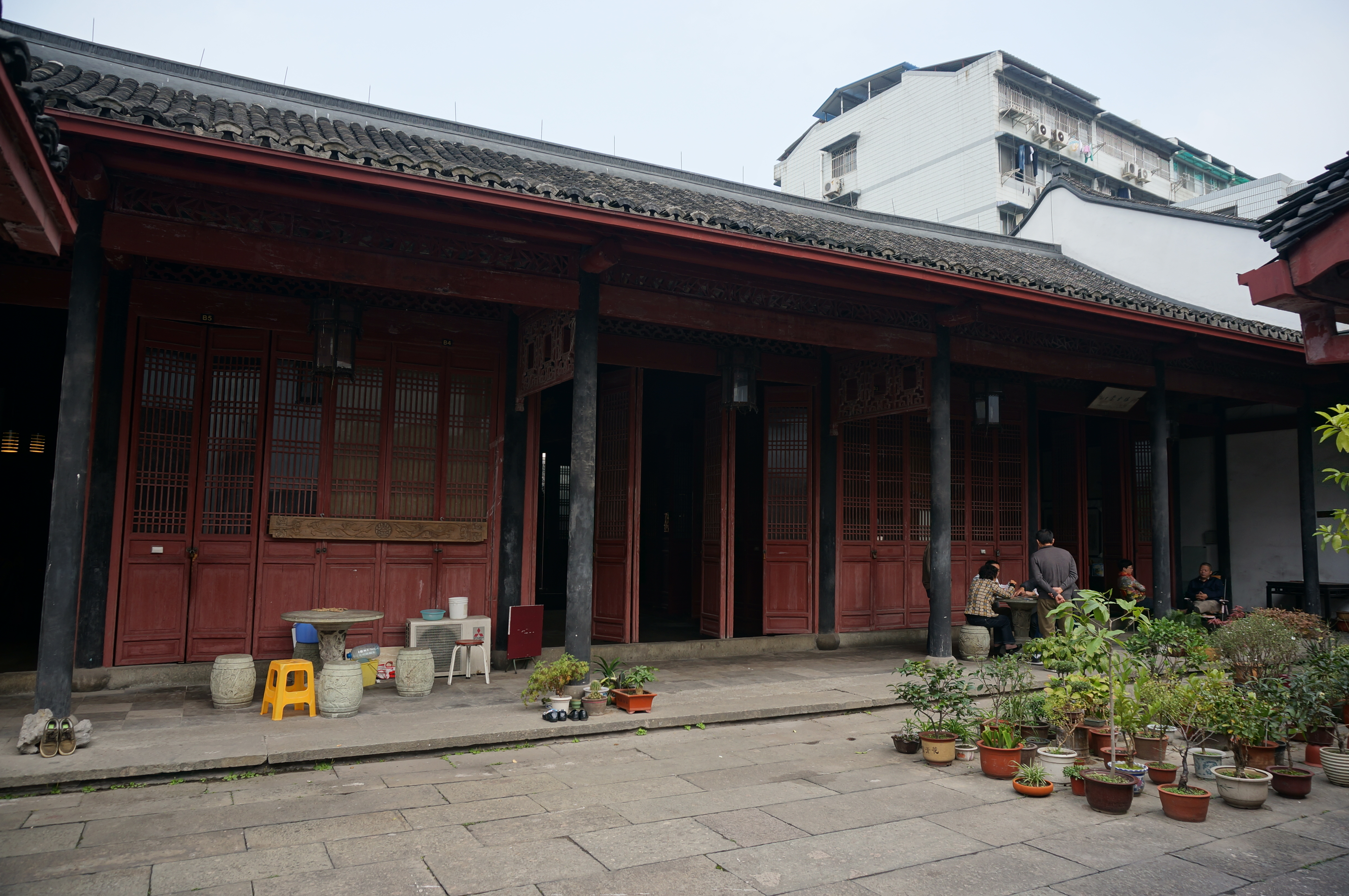
杭州吴振棫故居（岳官巷吴宅），2014年11月

吴振棫（1792年—1870年），字仲雲，號再翁，室名花宜館。浙江錢塘縣（今属杭州市）人。清朝政治人物，官至雲貴總督。

## 生平
吴振棫为嘉庆十九年（1814年）进士。散馆授翰林院编修，曾充实录馆纂修、提调兼校勘。官至云贵总督。道光二年（1822年）出爲雲南大理府知府，禁种罌粟，劝植桑播稻，政绩卓著。道光七年（1827年）後，歷官山東登州、沂州、濟南府知府，丁憂去職。服闕，任安徽鳳陽府、安慶府知府，升山東登莱青道，贵州粮输道，歷贵州按察使，山西、四川布政使等职。咸丰二年（1852年）升任云南巡抚，整顿铜政。次年，转陕西巡抚。累擢四川总督。咸豐七年，杜文秀起義，云贵总督恒春夫妻皆自缢。巡抚舒兴阿亦以病求去。朝廷以吳振棫为云贵总督，督率川兵入滇，進駐曲靖。采取剿抚兼施方针，禁止以团练为名杀掠回民。吴振棫彈劾黃琮及窦垿办理失当，皆褫职。咸豐八年局势略定。称病辞职。
咸丰八年（1858年）冬天告老回鄉，买进碧山楼居住。曾主敷文书院讲席。同治元年（1862年），奉命会办陕西军务。同治九年（1870年）十一月，卒於家。

## 著作
著有《養吉齋叢錄》26卷，是重要的清代史料笔记。另有《養吉齋餘錄》8卷、《黔語》8卷。此外還有《花宜館詩鈔》等。

## 家族
子吳春杰、吳春燧，孫吳文堮、吳恩埰、吳榮垿、吳慶坻、吳善埴、吳道坦、吳寶堅，曾孫吳士鑑。

## 延伸阅读
[在维基数据编辑]
 《清史稿·卷424》，出自趙爾巽《清史稿》

## 外部連結
- 吳振棫（页面存档备份，存于） 資料連結
- 吴振棫：回乡赠房 致力教育（页面存档备份，存于）